# میبد (نی‌ریز)
میبد روستایی در دهستان رستاق، بخش مرکزی شهرستان نی‌ریز در استان فارس است.
جمعیت این روستا در سال ۱۳۹۵، ۲۴۶ نفر(۷۰ خانوار) بوده‌است.